# Chimtarga
Il Chimtarga (in russo Чимтарга, Čimtarga) è la vetta più alta dei monti Fan (catena degli Zeravshan), una catena montuosa situata all'estremità sud-occidentale del sistema montuoso del Pamir-Alaj, in Asia centrale.
La montagna raggiunge i 5 489 m di altezza. È situata nella parte occidentale dei monti Zeravshan, nel distretto di Ayni della provincia di Sughd - 36 km a sud-ovest del capoluogo Ayni. Si trova lungo lo spartiacque di due affluenti di sinistra dello Zeravshan, lo Kshtut, ad ovest, e il Pasrut, ad est. A nord del Chimtarga si trovano i laghi Kulikalon.

## Note

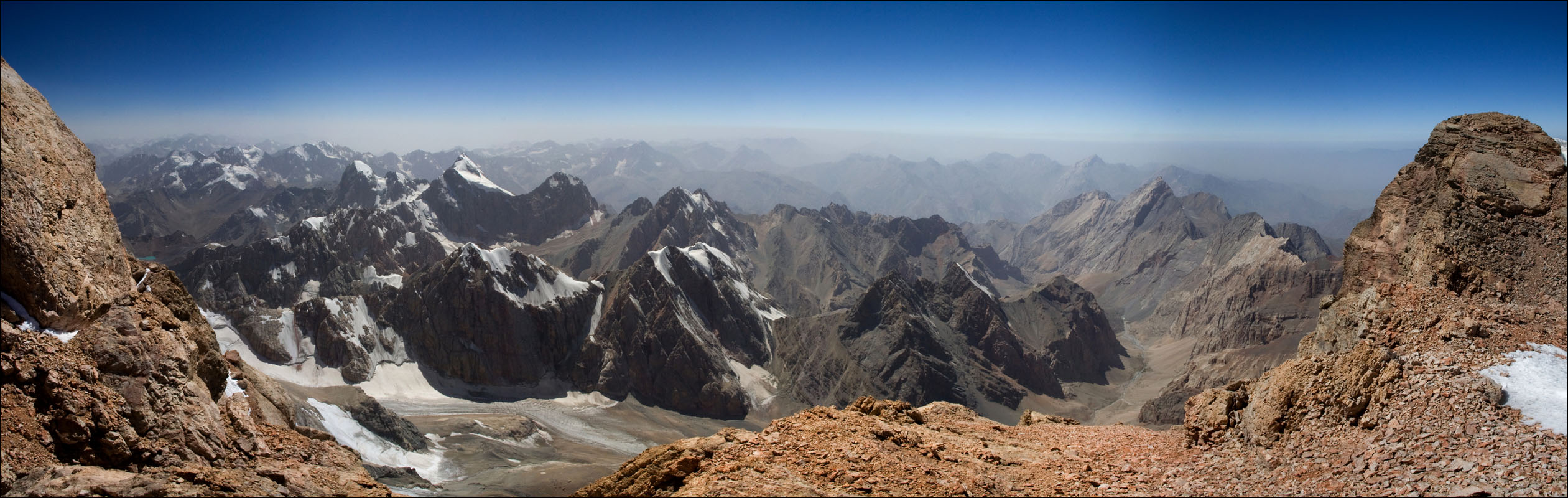
Veduta verso ovest dalla cima del Chimtarga
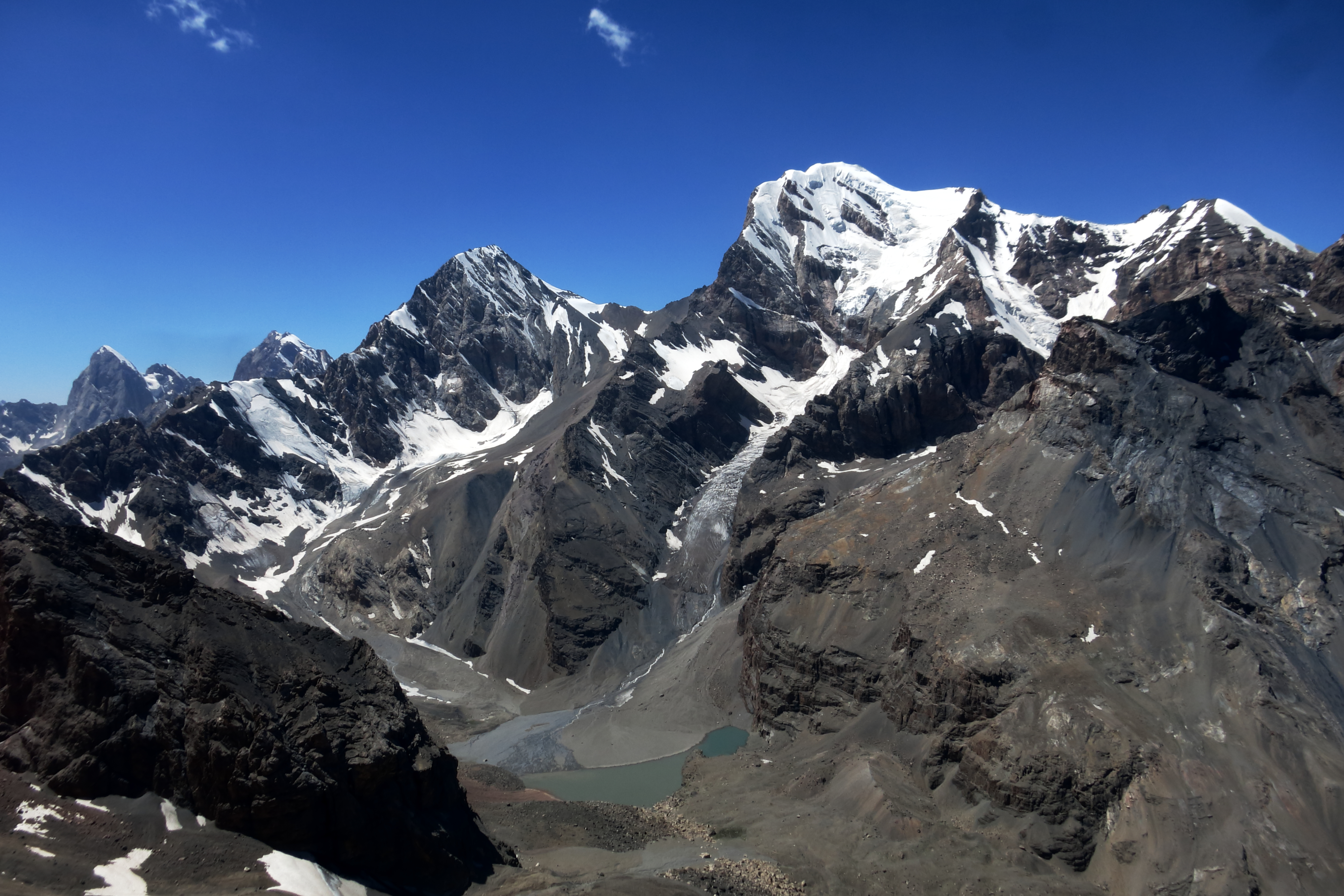
I monti Chimtarga (a destra) ed Energia (a sinistra) visti da est